# Bromma kyrka
Bromma kyrka (en français : église de Bromma) est un quartier du district de Bromma à Stockholm en Suède,.

## Description
Bromma kyrka est un quartier de Västerort construit autour de l'église de Bromma qui lui a donné son nom. 
Le quartier borde les quartiers de Norra Ängby, Beckomberga, Eneby et Riksby.
Le quartier a été créé en 1932, tandis que la partie nord s'est separée en 1940 pour devenir son propre quartier Eneby.

## Galerie

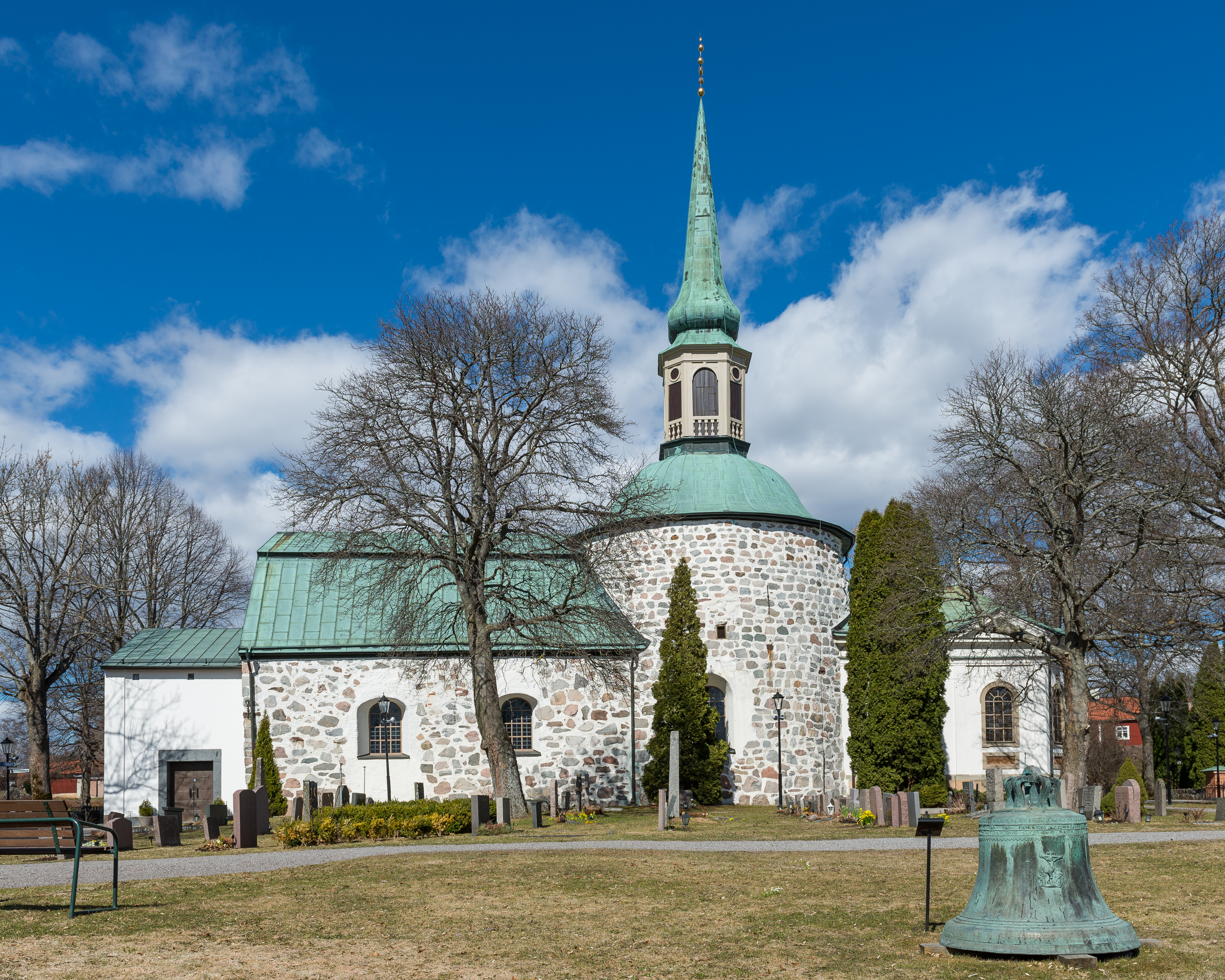
L'église de Bromma.
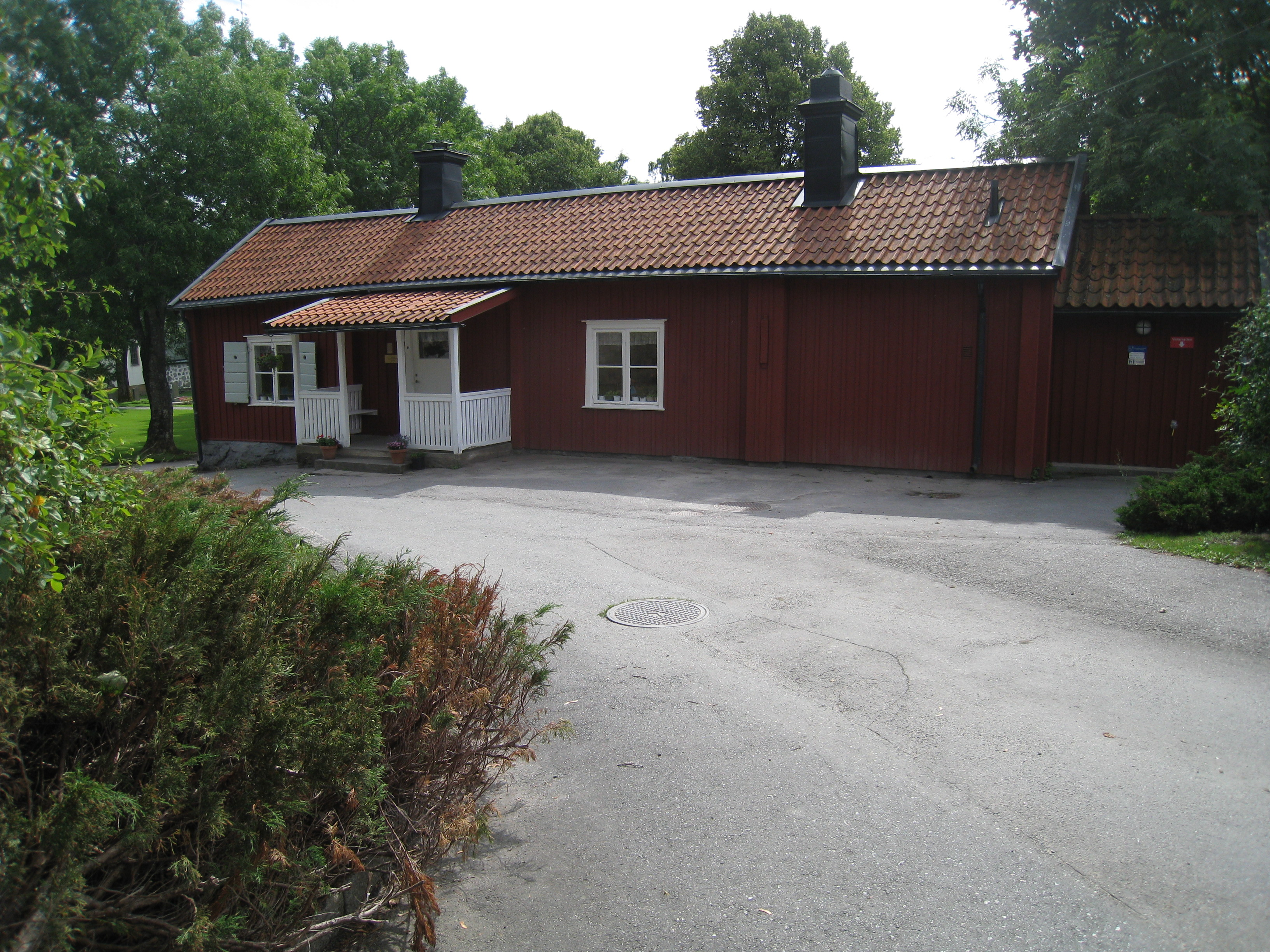
Gamla Klockargården.
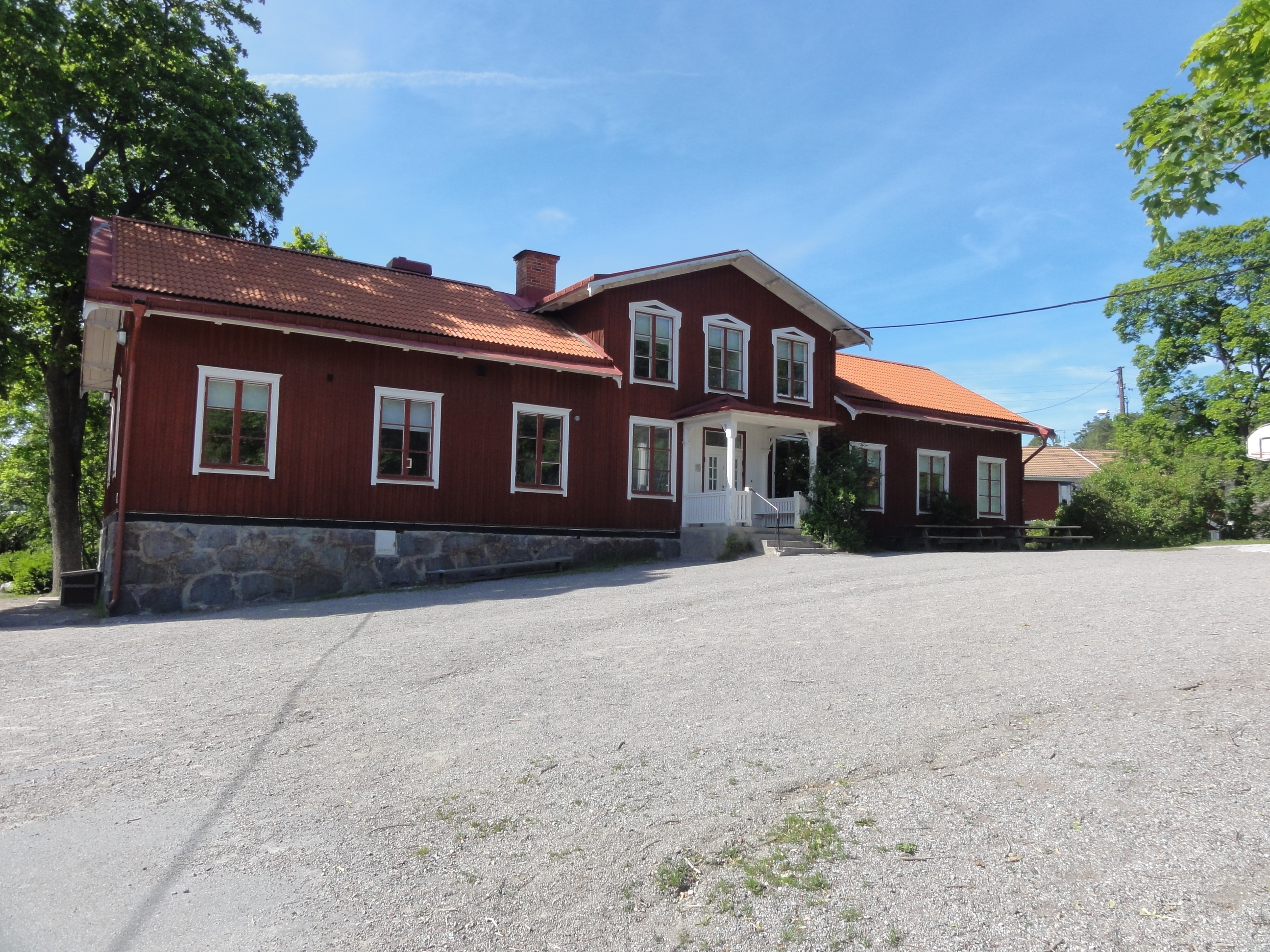
École de Bromma.
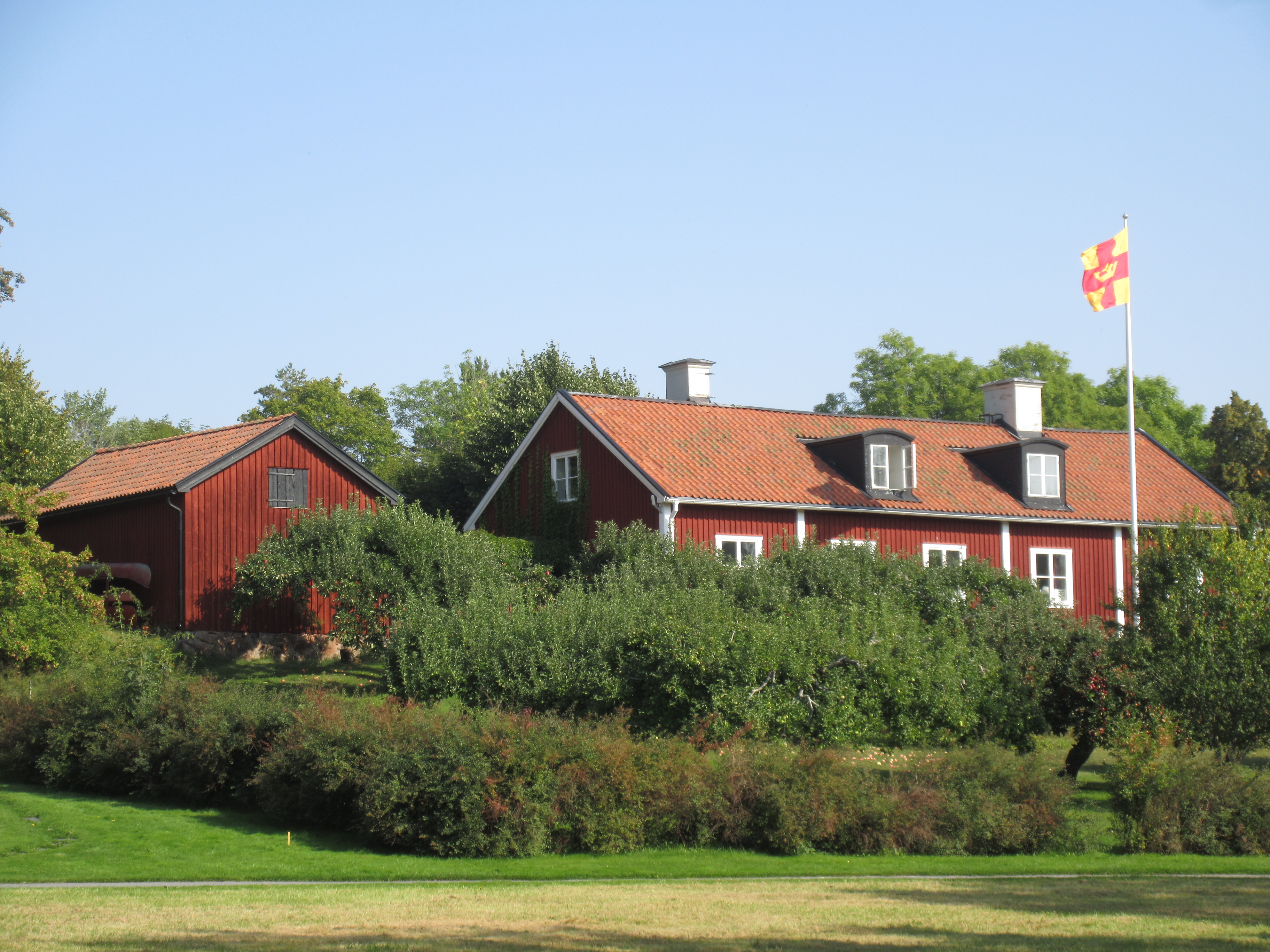
Presbytère de Bromma.